# L-Għarb
L-Għarb (engelska: Għarb) är en ort och kommun i republiken Malta. Den ligger på ön Gozo i den nordvästra delen av landet, 30 kilometer nordväst om huvudstaden Valletta. Det är den västligaste kommunen i Malta.